# 山武郡市広域行政組合
山武郡市広域行政組合（さんぶぐんしこういきぎょうせいくみあい）は、東金市、山武市、大網白里市、山武郡九十九里町、芝山町及び横芝光町の3市3町が設立している一部事務組合。

## 概要

### 事務所
- 東金市東岩崎1-17

### 主な事務内容
- 関係市町圏の振興整備に関する計画の策定及び実施のための連絡調整
- 山武郡市振興センターの設置、管理及び運営
- 養護老人ホームの設置、管理及び運営
- 老人デイサービスセンターの設置、管理及び運営
- 一般廃棄物（し尿及び浄化槽汚泥に係るものに限る）の処理計画の策定、収集、運搬及び処分（横芝光町は一部の区域）
- 一般廃棄物処理業（し尿及び浄化槽汚泥に係るものに限る）の許可及び浄化槽清掃業の許可（横芝光町は一部の区域）
- 火葬場施設の設置、管理及び運営（横芝光町は一部の区域）（山武郡市広域斎場）
- 常備消防事務（横芝光町は除く）
- 視聴覚教材センターの設置、管理及び運営
- 関係市町職員の共同研修
- 関係市町職員の統一採用試験の事務
- 山武郡市急病診療所の設置、管理及び運営
- 2次救急医療機関運営事業
- 居宅介護支援事業
- 山武地域医療センターの設置、管理及び運営
- 教育相談センターの設置、管理及び運営

### 組織
- 管理者：1人（関係市町長の互選）
- 副管理者：1人（関係市町長の互選）
- 会計管理者：1人（職員のうちから管理者が任命）

## 常備消防事務

### 概要
- 消防本部：東金市家徳384-2
- 管内面積：360.97km2
- 職員定数：258人
- 消防署3カ所、分署3カ所、出張所1カ所
- 主力機械（2019年4月1日現在）
  - 水槽付消防ポンプ自動車：7
  - はしご付消防自動車：1
  - 消防ポンプ自動車：5
  - 化学消防自動車：2
  - 救急自動車：9
  - 指揮車：3
  - 指揮統制車：1
  - 指揮支援車：3
  - 救助工作車：2
  - 連絡車：8
  - その他：5
  - 支援車II型：1
  - 全地形対応車II型：1
  - 全地形対応車II型搬送車：1

### 沿革
- 1967年4月1日　東金市消防本部を開設する。
- 1971年7月10日　東金市、大網白里町、九十九里町、成東町、山武町、蓮沼村、松尾町、芝山町及び横芝町（現横芝光町）の1市7町1村により山武郡市広域行政組合を設立する。
- 1973年4月1日　山武郡市広域行政組合消防本部及び山武郡市広域行政組合消防署を開設する。管轄区域は、横芝町を除いた1市6町1村。（横芝光町は匝瑳市横芝光町消防組合に移管。）
  - 東金市消防本部より消防職員31人が移行し、消防車両等が東金市より贈与される。
- 1974年11月1日　九十九里分遺所を開設する。
- 1974年12月1日　大網白里分遣所を開設する。
- 1975年1月1日　芝山分遣所を開設する。
- 1975年6月1日　山武分遣所を開設する。
- 1980年11月1日　東消防署を開設し、2署4分遣所体制となる。組合消防署を中央消防署に改称する。
- 1985年10月1日　消防音楽隊が発足する。
- 1986年12月1日　白里救急隊庁舎が落成し、業務開始する。
- 1987年4月1日　大網白里分遣所が南消防署に昇格し、3署3分遺所1救急隊体制となる。
- 1995年11月2日　初の高規格救急車を中央消防署へ配置する。
- 2005年4月1日　分遣所を分署に、救急隊を出張所に改称する。
- 2012年3月14日　消防本部と中央消防署が、東金市家徳へ新築された合同庁舎へ移転。
- 2016年4月1日　中央消防署に高度救助隊を設置する。
- 2019年5月　総務省消防庁から中型水陸両用車を無償貸与される。
- 2019年10月　中型水陸両用車が初出場。山武市内の幼稚園で取り残された園児の救助にあたる。

### 組織
- 本部 - 総務課、警防課、予防課、指令課
- 消防署

### 消防署
| 消防署     | 住所                | 分署                                       | 出張所                  |
| ---------- | ------------------- | ------------------------------------------ | ----------------------- |
| 中央消防署 | 東金市家徳384-2     | 九十九里：九十九里町片貝260                | なし                    |
| 東消防署   | 山武市上横地6710    | 山武：山武市埴谷1874-1 芝山：芝山町宝馬233 | なし                    |
| 南消防署   | 大網白里市富田860-1 | なし                                       | 白里：大網白里市細草832 |